# Stryphnodendron goyazense
Stryphnodendron goyazense är en ärtväxtart som beskrevs av Paul Hermann Wilhelm Taubert. Stryphnodendron goyazense ingår i släktet Stryphnodendron och familjen ärtväxter. Inga underarter finns listade i Catalogue of Life.